# Otão da Caríntia
Otão da Caríntia (950 - 1005) foi Conde de Nahegau de Speyergau de Wormsgau, de Elsenzgau de Kraichgau, de Enggau, de Pfinzgau Ufgau e  duque da Caríntia.
Otão perdeu a mãe quando tinha cinco anos e o seu pai quando tinha sete anos.

## Relações familiares
Foi filho de Conrado da Lorena (922 ou 930 - 10 de agosto de 955) "o Ruivo" ou "o vermelho", duque da Francónia e da Lorena e de Luitgarda do Saxe, filha de Otão I, o Grande (Wallhausen, 23 de novembro de 912 — Memleben, 7 de maio de 973), imperador da Alemanha. Ele é o avô de Conrado II, Sacro Imperador Romano-Germânico "o sálica".
Casou-se com Judite da Baviera, filha de Henrique da Baviera, por sua vez filho de Arnulfo, Duque da Baviera.
1. Henrique de Speyer[2] (971 - c. 995) foi Conde de Speyer, Casou-se cerca de 988 com Adelaide de Metz, filha do Conde Richard Metz (? - 972) e de Eadiva,
2. Bruno da Caríntia mais tarde Papa Gregório V[3] (973 -999), chamado cardeal por João XV. Foi eleito papa em 3 de maio de 996, cargo que exerceu até 18 de fevereiro de 999.
3. Conrado da Caríntia (975 - 15 de dezembro de 1011), duque da Caríntia, casado com Matilde.
4. Guilherme da Francónia (980 - 1047), bispo de Estrasburgo.